# Sulcophanaeus menelas
Sulcophanaeus menelas är en skalbaggsart som beskrevs av François Louis Nompar de Caumont de Laporte 1840. Sulcophanaeus menelas ingår i släktet Sulcophanaeus och familjen bladhorningar. Inga underarter finns listade i Catalogue of Life.